# Malšovice (Hradec Králové)
Malšovice – część miasta ustawowego Hradec Králové. Znajduje się w na południowy wschód od centrum miasta. Mieszka tutaj na stałe około 2600 osób.